# Outriders

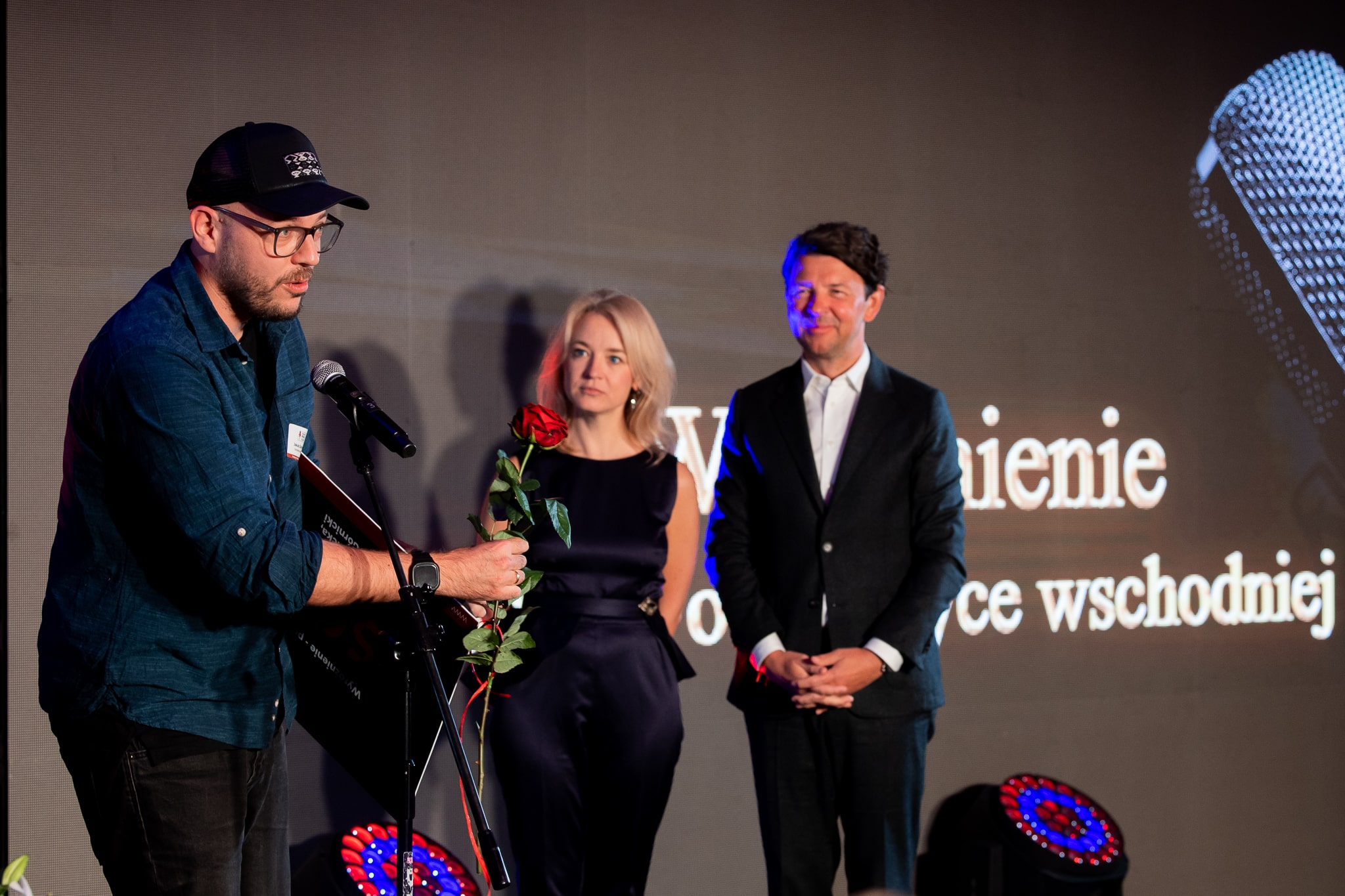
Wyróżnienie za poruszanie tematyki wschodniej przez Outriders Podcast przyznane podczas gali Podcast Roku

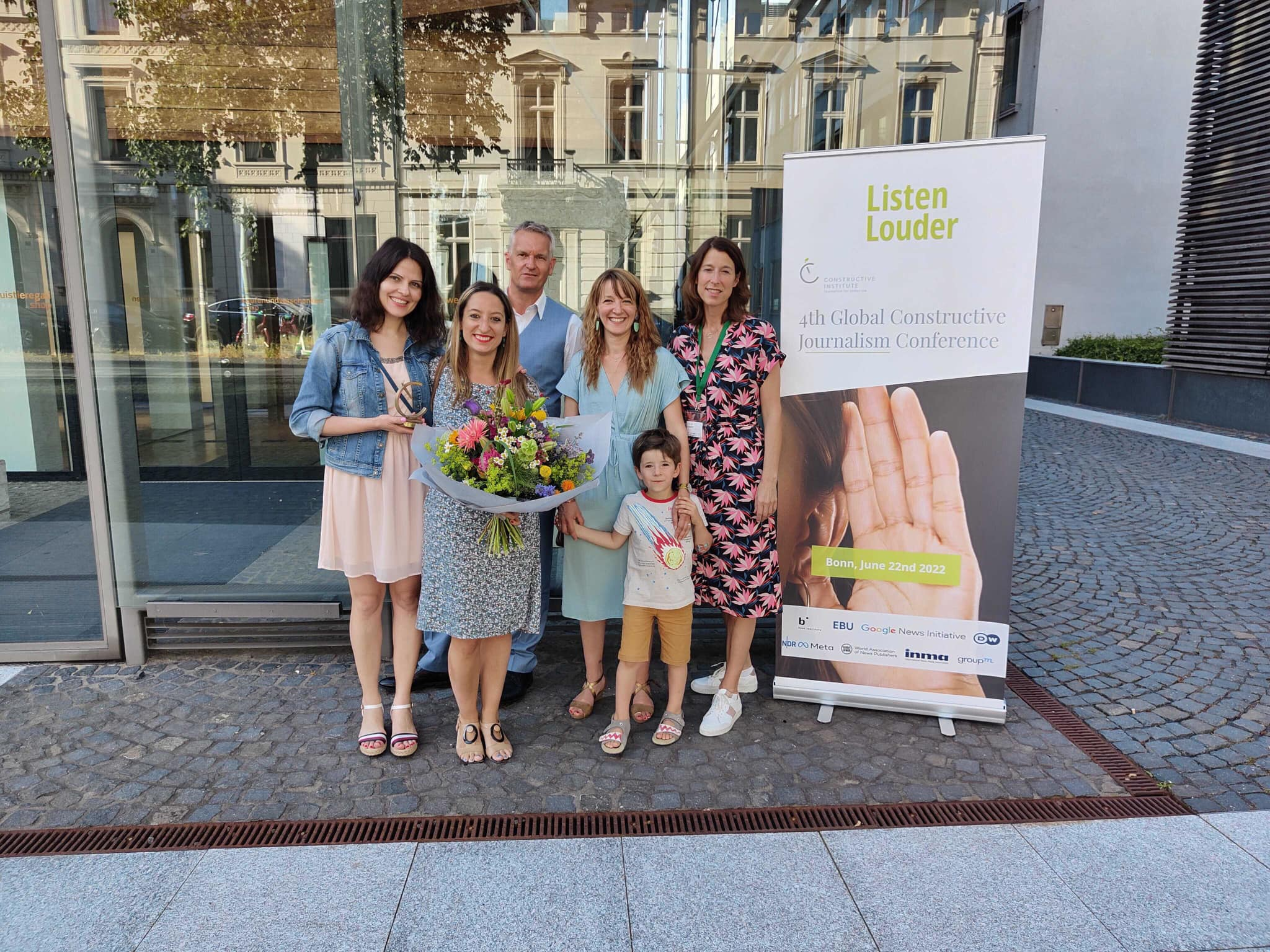
Outriders z nagrodą Future of Journalism Award

Outriders – międzynarodowy projekt reporterski, który tworzy korespondencje ze świata oraz nowe formy dziennikarstwa. Założony w 2017 r. przez Annę Górnicką i Jakuba Górnickiego.

## Historia
Outriders powstało w 2017 r. dzięki kampanii crowdfundingowej, w wyniku której pozyskano 83 546 zł od 639 osób. Była to jedna z pierwszych kampanii w Polsce na projekt dziennikarski zakończona sukcesem.
Misją Outriders jest relacjonowanie i tłumaczenie wydarzeń, które „nie dzieją się w Polsce, ale mają wpływ to, co się w niej dzieje”. Twórcy uważają, że korespondencja zagraniczna pełni dziś znacznie ważniejszą rolę niż kiedyś – ze względu na zglobalizowanie wydarzeń i szybkość informowania o nich.

## Projekty
Outriders od 2018 r. publikuje Magazyn (wcześniej nazywany Briefem) – był to jeden z efektów kampanii crowdfundingowej. Ukazuje się w piątki o 8 rano i zawiera informacje ze świata, które nie przebiły się do mediów masowych.
Outriders tworzy też reportaże interaktywne oraz projekty eksperymentalne. Często tworzone są wspólnie z reporterami z różnych krajów świata. Forma jest wyróżnikiem Outriders, za którą organizacja jest często nominowana i nagradzana.
Outriders Festiwal to wydarzenie, które powstaje na bazie Festiwalu Wachlarzu (odbywającego się w latach 2013–2019). Gromadzi podróżników, reporterów i artystów, którzy opowiadają o świecie.
W 2022 r. uruchomiony został Outriders Podcast, który w sposób dźwiękowy opowiada o różnych zjawiskach na świecie. Kładzie nacisk na walory dźwiękowe i obecność reportera na miejscu wydarzenia.

## Odbiór
Fragment nominacji do Paszportów Polityki 2022:
„Podobne umiejętne łączenie technologii i dziennikarskiego rzemiosła stało się znakiem firmowym Outriders i sprawdza się nie tylko w tworzeniu opowieści o tak dramatycznych wydarzeniach jak wojna czy protesty w Białorusi. Interaktywne materiały prasowe, technologia VR, podkast, ale także klub i festiwal pokazują, że dla twórców Outriders najważniejsze są opowieści o współczesnym świecie, a nowe technologie to środek, który właściwie wykorzystany pomaga w dotarciu z treścią do odbiorców. Dzięki temu – jak uzasadnia Paweł Schreiber – stali się w pewnym momencie jednym z najważniejszych źródeł bezpośrednich, rzetelnych informacji najpierw z ogarniętej protestami Białorusi, a teraz – z Ukrainy”.

## Nagrody i wyróżnienia
2023:
- Paszport Polityki w kategorii Kultura cyfrowa za rok 2022[4][5].

2022:
- Wyróżnienie specjalne w konkursie Podcast Roku za poruszanie tematyki wschodniej[6].
- Zwycięzcy Polsko-Niemieckiej Nagrody Dziennikarskiej im. Tadeusza Mazowieckiego za projekt „Wiza donikąd”[7].
- Zwycięzcy Climate Journalism Award w kategorii Social Media and Engagement za projekt „Power Postcards”[8].
- Zwycięzcy The Future of Journalism 2022.[9]
- Nominacja do Europejskiej Nagrody Dziennikarskiej w kategorii Innowacja za „Na terytorium słoni”[10].
- Nominacja do Grand Press 2022 w kategorii reportaż prasowy/internetowy za „Musimy wydostać córkę z Irpienia” dla Marcina Sudera[11].
- Nominacja do Grand Press 2022 w kategorii reportaż audio za „Czas okupacji” dla Ewy Dunal i Jakuba Górnickiego[11].
- Nominacja do Grand Press 2022 w kategorii reportaż audio za „Puszczę” dla Ewy Dunal, Justyny Godz i Agnieszki Szwajgier[11].
- Nominacja do nagrody One World Media w kategorii Digital Media Award dla projektu „Wiza donikąd”[12].
- Specjalne wyróżnienie w nagrodzie One World Media w kategorii International Journalist of the year dla Zaki Daryabi i Elyas Nawandis za projekt „Afghanotes”[12].

2021:
- Zwycięzcy na Media Film Festival w kategorii Best Documentary.
- Zwycięzcy ICFJ Covid Reporting w kategorii Science and Health za „Favela vs Covid”[13].
- Nominacja do Grand Press 2021 w kategorii dziennikarstwo specjalistyczne za reportaż „Złomowisko Zachodu” Tadeusza Michrowskiego[14].
- Krótka lista do nagrody One World Media w kategorii Digital Media Award dla projektu „Testris”[15].
- Krótka lista do nagrody One World Media w kategorii Digital Media Award dla projektu „Favela vs Covid”[15].

2020:
- Nominacja do Europejskiej Nagrody Dziennikarskiej w kategorii Innowacja za „Rojava Diary”[16].
- Krótka lista do nagrody One World Media w kategorii Refugee Reporting dla projektu „Rojava Diary”[17].

- Nominacja do Pióra Nadziei Amnesty International[18].

2019
- Nominacja do nagrody Mediatory 2019 w kategorii InicjaTOR dla Outriders Magazyn (dawniej Brief) za „unikalną i wysoką jakość newslettera”.
- Nominacja do Pióra Nadziei Amnesty International[19].
- Nominacja do Grand Press 2019 w kategorii dziennikarstwo specjalistyczne za „Szczepionki i fake newsy”[20].

2018:
- Nominacja do nagrody Mediatory 2018 w kategorii InicjaTOR dla Rafała Hetmana za reportaże „Czysta woda” i „Bagaż”[21].

2017:
- Nagroda Grand Press Digital 2017.[22]
- Nominacja do nagrody Mediatory 2017 w kategorii InicjaTOR[23].
- Nagroda Hostwriter Pitch Prize za projekt „Deep Breath”[24].